# 弗雷泽湖村
弗雷泽湖，是加拿大不列颠哥伦比亚省中北部的一个村庄，位于弗雷泽湖西南岸。总面积3.9 km2 (1.5 sq mi)，总人口1,113(2006)。该地人口主要从事林业及矿业。村庄附近的弗雷泽湖为一旅游景点。该地历史可追溯到皮毛贸易时代，1806年，该地为一皮毛交易点。目前的村镇始于1914年，1966年建置为村。